# 東六郷村
東六郷村（ひがしろくごうむら）は、大阪府中河内郡にあった村。現在の東大阪市の北部中央、近鉄けいはんな線・吉田駅の北側一帯にあたる。

## 地理
- 河川：恩智川

## 歴史
- 1889年（明治22年）4月1日 - 町村制の施行により、河内郡中新開村・今米村・川中新田・吉原村・若江郡加納村の区域をもって発足。河内郡に所属。
- 1896年（明治29年）4月1日 - 所属郡が中河内郡に変更。
- 1931年（昭和6年）4月1日 - 西六郷村・北江村と合併して盾津村が発足。同日東六郷村廃止。

## 交通

### 鉄道路線
現在は旧村域に近鉄けいはんな線の吉田駅が所在するが、当時は未開業。

### 道路
現在は旧村域を阪神高速13号東大阪線が通過するが、当時は未開通。

## 現在の旧村域
概ね町村制施行前の旧村名を継承した加納・吉原・中新開・今米・川中・川田に該当し、東大阪市立盾津東中学校の学区にあたる。